# 熱血格鬥傳說
《熱血格鬥傳說》（又译作）是一款由Technōs Japan開發並發行在紅白機上的格鬥遊戲，於1992年12月23日在日本發售。
本作是第一款在紅白機平台上允許最多4名玩家同時對戰的格鬥遊戲（由於任天堂官方只有NES Four Score，並無支援紅白機的相應配件，因此需要使用第三方配件，例如Hori的4 Players Adapter）。
本作由亞克系統於2020年2月20日在任天堂Switch和PlayStation 4歐美地區發行的《雙截龍系列 + 熱血系列懷舊合集》（Double Dragon & Kunio-kun: Retro Brawler Bundle）中收錄，並首次英文本地化。